# Segunda batalha de Karamga
A segunda batalha de Karamga ocorre em 25 de abril de 2015 durante a insurreição do grupo jihadista Boko Haram.

## Desenrolar
Em 25 de abril de 2015, ao amanhecer, as forças do Boko Haram atacaram a ilha de Karamga, localizada no Lago Chade, e mantida pelo exército nigerino. Em 19 de fevereiro, a ilha já havia sofrido uma primeira investida dos jihadistas que haviam sido repelidos. No entanto, desta vez, os últimos recrutaram um número muito maior de combatentes, segundo fontes militares da RFI, várias centenas, até 2.000 jihadistas desembarcaram na ilha em motocicletas e a pé. Do lado oposto, os 120 a 150 soldados do exército nigerino são surpreendidos e fustigados. Os sobreviventes fogem e abandonam Karamga. Segundo fontes militares, o número de mortos é muito elevado, dezenas de soldados morreram ou ficaram desaparecidos.
Depois dos combates, os jihadistas também atacaram civis, incendiando casas e abrindo fogo contra moradores que tentavam fugir, às vezes a nado. Os homens do Boko Haram permanecem no local até a tarde, posteriormente aviões e helicópteros chadianos de Diffa começam a bombardear a ilha, infligindo perdas aos jihadistas e forçando-os a recuar. O exército do Níger conseguiu posteriormente  recuperar o controle dos locais.

## Baixas
Nenhuma avaliação oficial foi comunicada inicialmente, mas de acordo com fontes da AFP e RFI, as perdas foram muito pesadas. Uma fonte de segurança chadiana forneceu um número de 48 mortos e 36 desaparecidos, uma autoridade eleita do sudeste do Níger relata que 80 soldados foram mortos e cerca de 30 desaparecidos, enquanto que uma fonte próxima ao exército nigerino dá um balanço de 100 mortos e 17 desaparecidos.
Finalmente, em 28 de abril, o Ministro do Interior do Níger faz uma avaliação de 46 soldados mortos, 9 feridos e 32 desaparecidos. Também acrescentou que 28 civis foram massacrados pelos jihadistas que, por sua vez, tiveram 156 mortos nos combates.